# Ngonyefälle
Die Ngonyefälle, auch Siomafälle, des Sambesi liegen etwa 250 km oberhalb der Victoriafälle in der Westprovinz in Sambia auf 1002 m Höhe.

## Beschreibung
Die Ngonyefälle sind schwer erreichbar und mit 10–25 m Höhe bei weitem nicht so spektakulär wie die Victoriafälle, die durch dieselben geologischen Verwerfungen entstanden sind wie sie. Sie formen über Basaltfelsen jedoch einen fast perfekten Halbkreis, dessen Weite beeindruckt. Eine weitere Besonderheit ist, dass das Wasser nicht nur über die Felsen stürzt, sondern auch unter ihnen, denn die stecken voller Kavernen. Auf diesen zu stehen, ist ein Gefühl ganz eigener Art, vor allem, das Wasser dort donnern und toben zu hören. Über den Ngonyefällen ist der Sambesi breit und flach, unter ihnen voller Weißwasserschnellen in den in Basalt geschnittenen Schluchten. 
In der Nähe befindet sich der Sioma-Ngweizi-Nationalpark. Der nahe gelegene Ort Sioma hat eine Flugpiste.